# UniÍtalo
El Centro Universitario Ítalo Brasileño, o UniÍtalo, es una institución de enseñanza superior localizada en la ciudad de São Paulo, en el barrio Santo Amaro.
Actualmente, UniÍtalo ofrece 18 cursos de graduación, 27 cursos de posgrado, cursos de extensión (presenciales y a distancia) y cursos de idiomas.

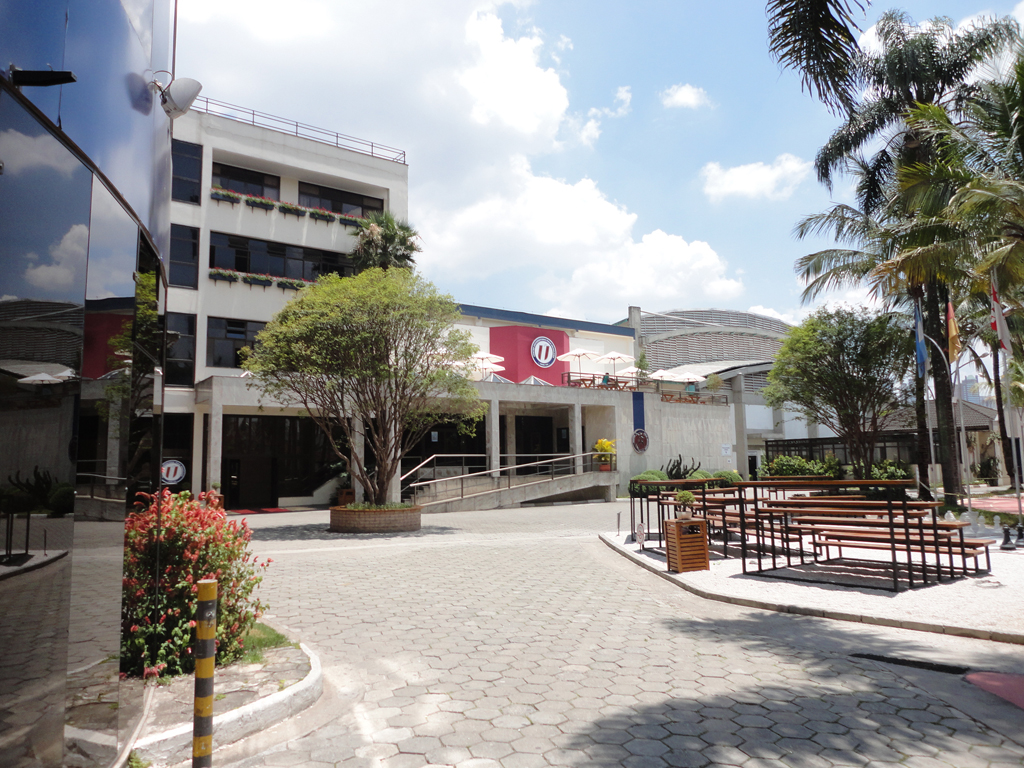
Campus UniÍtalo Santo Amaro

## Historia
La IEPAC, institución reguladora de la UniÍtalo, fue fondada por el profesor e inmigrante italiano Pasquale Cascino el 25 de enero de 1949. Inicialmente, sólo ofrecía cursos de dactilografía. Luego de haberse establecido en la enseñanza primaria y en cursos técnicos, la institución comienza a ofrecer cursos de nivel superior en 1972.
En 1994 la institución atraviesa un proceso de gran extensión al establecerse en el área que ocupa actualmente, en el barrio de Santo Amaro/ SP, Brasil. En los años siguientes, además de disponer de varios cursos nuevos de grado, también comienza a ofrecer cursos de posgrado, obteniendo en 2006 el reconocimiento como Centro Universitario Italo-Brasileño por parte del MEC (Ministerio de Educación y Cultura).

## Horarios alternativos
La UniÍtalo ofrece cursos en diversos horarios, y se diferencia en la de clases en turnos alternativos, cómo el de las 5.45 a. m. (madrugada). Otros horarios disponibles son: 8 a. m., 8.50 a. m., 1.30 p. m., 2.20 p. m. y 7.00 p. m.

## Cursos de grado

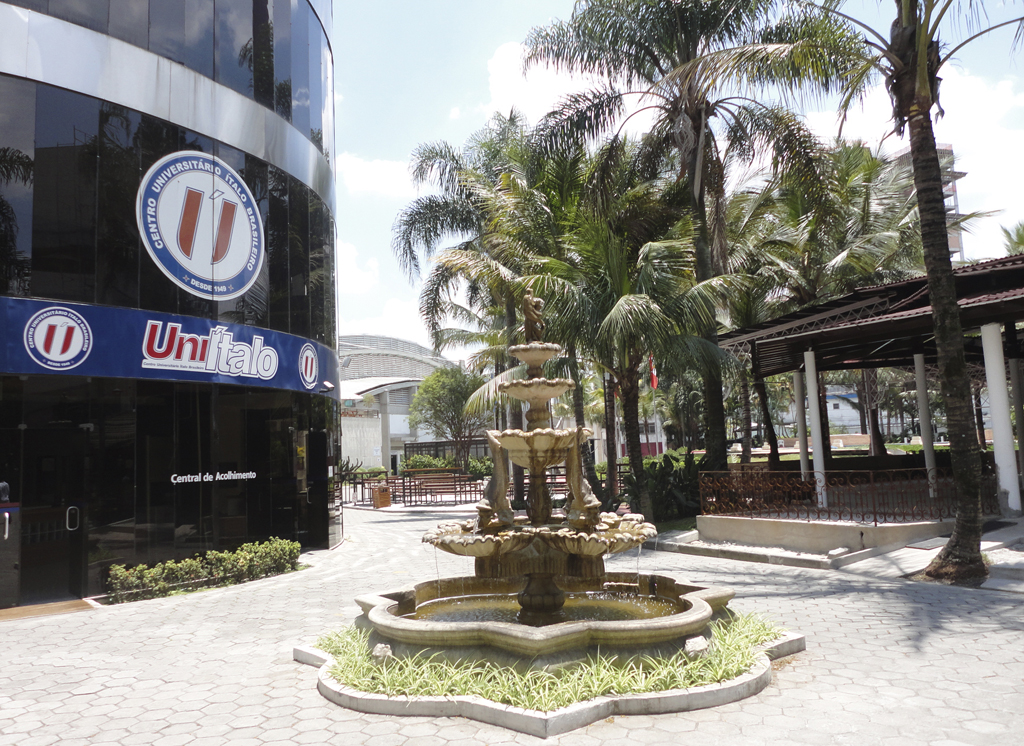
Campus UniÍtalo Santo Amaro

- Administración
- Ciencias Contables
- Enfermaría
- Educación Física
- Pedagogía
- Filosofía
- Artes Visuales
- Geografía
- Letras
- Trabajo Social
- Teología

### Cursos tecnológicos
- Gestión de Recursos Humanos
- Marketing
- Gestión Financiera
- Logística
- Procesos Gerenciales (Gestión de Pequeñas y Medianas Empresas)
- ADS - Análisis de Desarrollo de Sistema
- Radiología

## Cursos de posgrado
- Derecho Educativo
- Filosofía
- Formación Docente
- Gestión Escolar
- Neuroeducación
- Psicopedagogía Clínica e Institucional
- Pedagogía Waldorf
- Proyectos y Prácticas Educativas Interdisciplinares
- Asesoría Ejecutiva
- Consultoría Empresarial
- Gestión y Mercadeo Deportivo
- Gestión de Estrategias de Marketing
- Gestión Estratégica de Marketing, Financiera y Contable
- Gestión Estratégica de Personas para Negocios
- Logística y Gestión de Cadenas de Abastecimiento
- Psicología Organizativa
- Gestión Ejecutiva en Liderazgo para la Formación de Líderes
- Enfermaría Obstétrica y Perinatal
- Enfermaría del Trabajo
- Gestión de Salud: Administración de Hospitales / Salud Pública / PSF
- Metodología del Entrenamiento Personalizado
- Emergencia y Terapia Intensiva
- Psicomotricidad
- Salud Mental y Psiquiátrica
- Entrenamiento de Fuerza: Salud, Estética y Performance
- Entrenamiento Personalizado: de la atención al cliente hacia la periodización
- Actividades Acuáticas